# Ceraturgus hedini
Ceraturgus hedini là một loài ruồi trong họ Asilidae. Ceraturgus hedini được Engel miêu tả năm 1934. Loài này phân bố ở vùng Cổ Bắc giới và châu Á.